# Gothenburg (Schiff)
Die Gothenburg war ein 1854 in Dienst gestelltes Passagierschiff, das bis 1862 in britischen und anschließend bis 1875 in australischen Gewässern verkehrte und dabei Passagiere, Fracht und Post beförderte. Letzter Eigner des Schiffs waren McMerkan, Blackwood & Company.
Am 24. Februar 1875, auf einer Fahrt von Darwin im Norden Australiens nach Adelaide im Süden des Landes, wurde die Gothenburg an der Küste von Queensland von einem Zyklon überrascht und prallte auf Felsen des Great Barrier Reef. Aufgrund des stürmischen Wetters war eine ordnungsgemäße Rettung der Passagiere nicht möglich. 113 Menschen kamen ums Leben, 22 überlebten. Der Verlust des Schiffs und mit ihm vieler regional und national bedeutender Persönlichkeiten hinterließ seine Spuren im Northern Territory. Es handelt sich um eines der schwersten zivilen Schiffsunglücke Australiens.

## Das Schiff

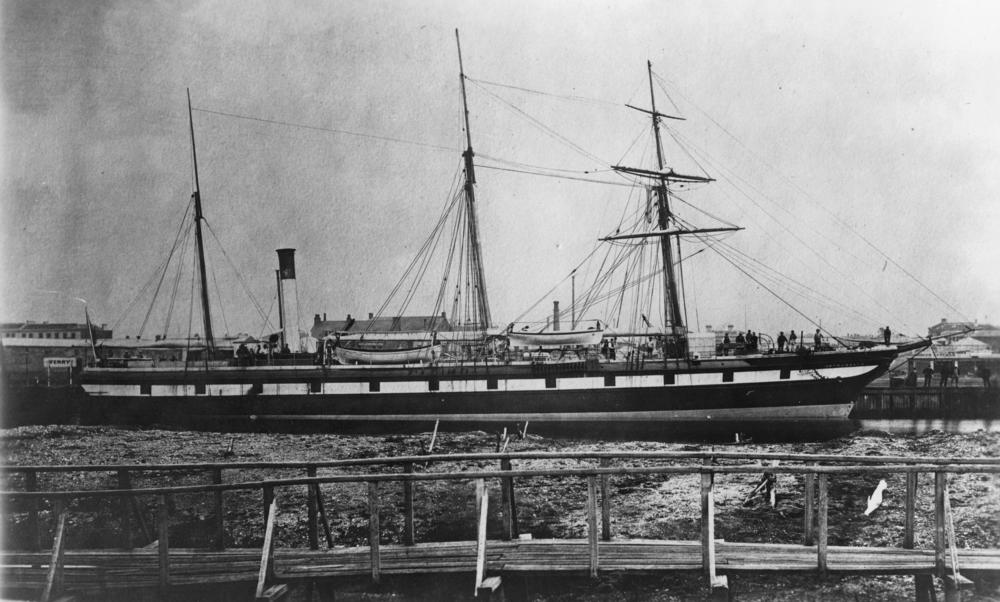
An der Pier in Port Adelaide

Das aus Stahl gebaute Dampfschiff Gothenburg lief 1854 in der Werft von John Scott Russell in Millwall, einem Stadtteil Londons, vom Stapel. Das Schiff hatte einen Propeller und wurde mit Dampfmaschinen angetrieben, die bis zu 120 Pferdestärken erreichten. Die Gothenburg verfügte über drei Masten mit der Takelage einer Schonerbark. Der Schornstein saß zwischen dem Haupt- und dem Besanmast. Auf der Backbord- und der Steuerbordseite waren je zwei Rettungsboote festgemacht.
Der erste Eigner der Gothenburg war die in London ansässige North of Europe Steam Navigation Company, in deren Diensten sie von der Pier Irongate Wharf in der Nähe des Tower of London nach Schweden und zurück fuhr. 1857 wurde sie von der Union-Castle Line gekauft, die sie in RMS Celt umbenannte. Im Juni 1862 wurde das Schiff von der australischen Reederei McMerkan, Blackwood & Company mit Sitz in Melbourne gekauft, die sie auf australischen Handelsrouten einsetzte. Sie erwies sich in jenen Gewässern als sehr verlässlich, wurde schnell beliebt und war zudem in den 1860er Jahren eines der modernsten Schiffe in australischen Gewässern.
1873 wurde der Rumpf in Adelaide verlängert und das Schiff wurde umgerüstet, um längere Fahrten bewältigen und eine höhere Kapazität an Passagieren und Fracht transportieren zu können. Nach diesen Umbauarbeiten erhielt der Dampfer seinen ursprünglichen Namen Gothenburg zurück. Im November 1874 beauftragte die Regierung des Bundesstaats South Australia mehrere Schiffseigner damit, zehn Fahrten zwischen der Hauptstadt South Australias, Adelaide, und der weit entfernten Stadt Darwin im nördlichen Northern Territory durchzuführen. Kurz zuvor war es in der nahe gelegenen Stadt Pine Creek nach der Entdeckung von Gold zu einem Goldrausch gekommen, was dem Gebiet eine rasche Zuwanderung bescherte. Die Region entwickelte sich zudem zu einem wichtigen Handelsposten mit den Gebieten von Niederländisch-Indien.
Auf der Route von Darwin nach Adelaide entlang der Ostküste Australiens wurde das Geld der örtlichen Banken, Regierungspapiere und die Post der Royal Mail transportiert. Nach erfolgreicher Beendigung jeder Fahrt erhielten die Schiffsbetreiber 1000 Pfund Sterling von der Regierung South Australias. Auch die Eigner der Gothenburg beteiligten sich an diesem Handel und schickten ihr Schiff ins Northern Territory.

## Untergang

### Beginn der Reise
Am Mittwoch, dem 17. Februar 1875, legte die Gothenburg in Darwin zur Rückreise nach Adelaide via Melbourne und Newcastle ab. Kapitän James Pearce hatte die Anweisung bekommen, mit höchstmöglicher Geschwindigkeit zu fahren. Er war schon seit einiger Zeit Kapitän der Gothenburg und hatte sich einen guten Ruf als fähiger und respektierter Seemann erworben. An Bord des Schiffs befanden sich 37 Besatzungsmitglieder und 98 Passagiere. In der Kabine von Kapitän Pearce wurden 3000 Unzen Gold im damaligen Geldwert von 40.000 Pfund Sterling aufbewahrt, die für EAS Bank in Adelaide bestimmt waren. Einer der Passagiere, Vizekonsul Durand, soll zudem eine Kiste mitgeführt haben, die Sovereigns und andere Goldmünzen im Wert von 3000 Pfund Sterling enthielt.
In den folgenden drei Tagen auf See legte die Gothenburg bei klarem Wetter rund 900 Meilen zurück. Erst auf der Höhe von Somerset an der Kap-York-Halbinsel wurde die See rauer und das Wetter schlechter, sodass die Gothenburg in Somerset einlaufen und zusätzlichen Ballast aufnehmen musste. Während der Dampfer dort vor Anker lag, wurde die See so aufgewühlt, dass die Ankerwinden rissen. Kapitän Pearce brachte sein Schiff sieben Meilen weit in offene Gewässer, um dort den nächsten Tag abzuwarten.
Am Donnerstag, dem 23. Februar passierte die Gothenburg Cooktown gegen 14.00 Uhr. Wind und Regen wurden immer stärker und die Wolken so groß und dicht, dass sie die Sonne vollkommen verdeckten. Trotz dieser Zustände setzt das Schiff seinen Weg in südlicher Richtung zwischen der Nordküste von Queensland und dem Great Barrier Reef konstant fort und dampfte in immer schlechteres Wetter. Zwar bot diese Strecke Schutz vor dem offenen Meer, doch die Schiffe waren zahlreichen noch unbekannten Riffs und Felsen ausgeliefert. Für den kommenden Sonntag, den 26. Februar, war ein Zwischenstopp in Newcastle eingeplant.

### Kollision am Great Barrier Reef

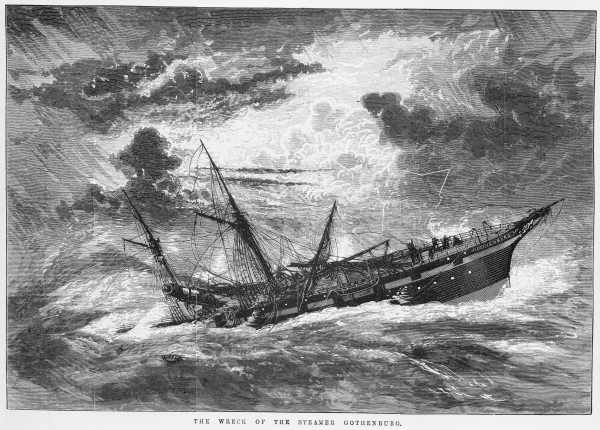
Zeichnerische Darstellung des Unglücks

Am 24. Februar 1875 passierte die Gothenburg weiterhin die Küste von Queensland. Es herrschten zyklonartige Verhältnisse. Die Maschinen leisteten Höchstarbeit und alle drei Masten standen unter voller Besegelung. Es regnete so stark, dass man an Bord weder Land noch die Sonne sehen konnte. Gegen 19.00 Uhr befahl Kapitän Pearce eine Kursänderung. Kurz danach rammte die Gothenburg mit voller Fahrt und bei Ebbe 31 Meilen nordwestlich von Holbourne Island einen Ausläufer des Great Barrier Reef. Das Schiff kollidierte mit solcher Kraft, dass es hoch auf das Riff geschoben wurde und dort festsaß. Unter den Passagieren gab es zunächst keinerlei Panik. Da alle annahmen, dass die Gothenburg bei der nächsten Flut von den Felsen frei schwimmen konnte, begaben sich die Passagiere wieder in ihre Kabinen.
Pearce ließ die Segel einholen und ordnete Maßnahmen zur Ausbalancierung des Schiffs an. Er wollte den vorderen Teil der Gothenburg leichter machen, damit sich das Schiff löste. Die Passagiere wurden zum Heck beordert, wo mit Wasser gefüllte Eimer als zusätzlicher Ballast dienen sollten. Die Aktion blieb aber erfolglos, die Gothenburg saß weiterhin fest. Als Nächstes wurden die Maschinen auf „volle Kraft zurück“ gestellt. Dies sorgte zwar dafür, dass die Gothenburg sich zur Hälfte befreite, doch dabei wurde ihr bisher unbeschädigter Rumpf von den Felsen aufgeschlitzt. Zudem gab sie in ihrer neuen Position den hohen Wellen eine große Angriffsfläche.
Die aufgewühlte, ansteigende See konnte durch die Löcher im Rumpf in das Schiff eindringen und löschte die Feuer in den Kesseln. Gegen Mitternacht begab sich der Chefingenieur auf die Kommandobrücke und berichtete dem Kapitän, dass der Maschinenraum vollkommen geflutet und nutzlos war. Immer mehr Seewasser drang durch Ladeluken und Bullaugen ein und begann, die ersten Kabinen zu fluten. Winde und Strömungen wurden heftiger und änderten unvorhersehbar ihre Richtungen.
Durch den Sturm erwies sich das Zuwasserlassen der Rettungsboote als unmöglich. Um 3.00 Uhr morgens sollten die beiden Boote an Backbord zu Wasser gelassen werden. In jedes stiegen je vier Mannschaftsmitglieder, doch bevor Passagiere einsteigen konnten, trieben beide in der aufgewühlten See ab und konnten das Schiff nicht mehr erreichen. Danach gab es einen Ansturm auf die Steuerbordboote. Eines der Boote, mit Frauen und Kindern bereits überfüllt, kenterte, als noch mehr Menschen einsteigen wollten. Das zweite Steuerbordboot wurde noch in seinen Davits hängend von einem Brecher erfasst und mitsamt seinen Insassen ins Meer gerissen.

### Das Schiff geht unter
Während der Versuche, das Schiff zu evakuieren, bekam die Gothenburg immer mehr Schlagseite. Die Menschen konnten kaum noch stehen und begannen, über die Reling auf die Seite des Schiffs zu klettern. Außerdem begannen Haie das Schiff zu umkreisen. Die meisten Passagiere an Bord der Gothenburg ertranken, wurden von Bord gespült oder waren unter Deck in den sich langsam mit Wasser füllenden Kabinen gefangen. Innerhalb kürzester Zeit starben etwa 100 Menschen. Bei Tagesanbruch waren nur noch wenige am Leben. Brecher schlugen weiterhin über dem Schiff zusammen und dezimierten nach und nach die Überlebenden. Ein Passagier sagte später aus, dass das Wrack umgeben war mit in der Dünung auf- und abwippenden Leichen und Trümmern. Viele der Goldsucher trugen ihre wertvollen Funde in den Taschen und weigerten sich, sich ihrer zu entledigen. Berichten zufolge wurden einige von ihnen aufgrund des Gewichts nach unten gezogen und ertranken.
Am Morgen des 25. Februar ragten nur noch die Masten aus dem Wasser. 14 Überlebende hielten sich die folgenden 24 Stunden bei anhaltend stürmischem Wetter an der Takelage fest. Bei der nächsten Ebbe krachte die Gothenburg wieder auf die Felsen, drehte sich und brach zwischen dem Vorder- und dem Hauptmast. Am Morgen des 26. Februar ließ der Zyklon nach. Die Überlebenden schafften es, eines der gekenterten Rettungsboote aufzurichten, auszuschöpfen und eine nahe gelegene Insel zu erreichen. Dort trafen sie auf vier Besatzungsmitglieder der Gothenburg, die mit einem der Backbordboote auf der anderen Seite der Insel gestrandet waren. Das andere Backbordboot, das von den Wogen von der Gothenburg fortgespült worden war, wurde zwei Tage nach dem Unglück von dem Dampfer Leichhardt in der Nähe der Whitsunday Islands entdeckt. Die Leichhardt nahm sofort Kurs auf den Unglücksort, fand aber keine Lebenszeichen mehr. Die Gothenburg war ein komplettes Wrack. Der Schornstein war abgebrochen und nur Teile der Takelage waren noch über der Wasseroberfläche.
Währenddessen glaubten die anderen 18 Schiffbrüchigen auf ihrer Insel nicht, dass man sie dort finden werde. Sie ernährten sich von Vogeleiern und Regenwasser. Sie gravierten ihre Namen und Details über das Unglück in die Innenseite eines Schildkrötenpanzers, in der Hoffnung, dass in der Zukunft jemand den Panzer finden würde. Am 28. Februar machten sich 15 von ihnen in ihrem Boot auf den Weg zu einer benachbarten Insel, die den viel befahrenen Schifffahrtsstraßen näher zu sein schien. Ein Schiff, das entsandt worden war, um nach Überlebenden zu suchen, fand die Männer und brachte sie nach Bowen. Die Bunyip aus Townsville rettete die übrigen drei Männer von ihrer Insel.

### Passagiere
Unter den Passagieren auf der letzten Fahrt der Gothenburg waren viele Goldsucher, Bergwerksarbeiter, Einwohner der Stadt Darwin auf ihrem ersten Urlaubstrip sowie einige Mitarbeiter der Australian Overland Telegraph Line. Auch einige Gefängnisinsassen wurden auf dem Schiff nach Adelaide überführt.
Daneben waren auch einige hochrangige Regierungsbeamte, Richter und Geschäftsmänner anwesend. Zu den prominentesten Reisenden gehörten:
- Dr. James Stokes Millner, Regierungsvertreter von South Australia im Northern Territory, medizinischer Aufseher von Darwin und Protector of Aborigines (reiste mit Ehefrau Elizabeth Wood Millner und drei Kindern)
- Thomas Reynolds, ehemaliger Premierminister von South Australia und einer der Führer der australischen Abstinenzbewegung
- Anne Litchfield Reynolds, Thomas Reynolds’ Ehefrau, Tochter des britischen Parlamentsabgeordneten Hon. John Charles Litchfield
- Edouard Durand, französischer Vizekonsul
- William Alfred Wearing, Richter und Kronanwalt
- Joseph James Whitby, Haupt-Solicitor von South Australia
- Andrew Ross, Kommandant der Royal Navy
- Richard Wells, Redakteur der Zeitung Northern Territory Times and Gazette
- Mina Hamilton Price, Ehefrau und sechs Kinder von Edward William Price, Kommissar des Northern Territory von 1873 bis 1876

## Nachspiel
113 Passagiere und Besatzungsmitglieder, darunter alle 25 Frauen und Kinder an Bord und alle Offiziere, kamen durch die Katastrophe ums Leben. 22 Menschen überlebten (12 Besatzungsmitglieder und zehn Passagiere). Die Zahlen der Todesopfer variieren in den Quellen von 98 bis 112, aber laut der offiziellen Passagierliste, die 1875 von dem Verleger und Publizisten J. H. Lewis in seinem Bericht The Wreck of the Gothenburg on Her Voyage From Port Darwin to Adelaide veröffentlicht wurde, waren 135 Menschen an Bord gewesen, von denen 22 überlebten und 113 starben.
Besonders die Stadt Darwin war von dem Unglück betroffen. Es hatte bis dahin kein Unglück gegeben, bei dem mit einem Mal so viele bedeutende Persönlichkeiten ausgelöscht wurden. Die Nachricht von dem Unglück versetzte Darwin in einen Schockzustand, von dem sich die Stadt einige Jahre nicht erholte. In einigen Stadtteilen von Darwin, vor allem in Karama und Coconut Grove, wurden zahlreiche Straßen, Plätze und Gebäude nach Passagieren und Besatzungsmitgliedern der Gothenburg benannt. Ein Vorort von Darwin bekam zu Ehren von Dr. James Millner den Namen Millner. Im Stadtteil Stuart Park wurde die Parkanlage Gothenburg Crescent nach dem Schiff benannt. Auch Melbourne wurde von dem Untergang getroffen, da fast alle Mannschaftsmitglieder von dort stammten. Die Männer hinterließen elf Witwen und 34 Halbwaisen.
Kurz nach dem Unglück wurde ein Taucher zum Wrack hinunter geschickt, um Gold und andere Wertgegenstände sicherzustellen. Nach einigen Schwierigkeiten gelang es, das Gold aus der Kabine des Kapitäns zu bergen. Außerdem fand der Taucher am Fuß der Treppe zum Salon die Leichen von zwei Frauen, die sich umarmten. Er wollte Locken abschneiden, um die spätere Identifikation der Frauen zu ermöglichen, doch seine Tauchleine war zu kurz, um zu ihnen zu gelangen. Außerdem wurden in der Nähe des Unglücksorts einige Haie gefangen, in deren Mägen menschliche Knochen, Kleidungsreste und Schmuck gefunden wurde.
Die Passagiere James Fitzgerald und John Cleland und der Kohlentrimmer Robert Brazil wurden für ihre Bemühungen, andere Passagiere zu retten, am 26. Juli 1875 von Anthony Musgrave, dem Gouverneur von South Australia, mit Goldmedaillen und goldenen Uhren geehrt. Vom Gothenburg Relief Fund Committee wurden sie zudem mit goldenen Ketten beschenkt. In einigen australischen Zeitungen wurde über die Rettungsboote spekuliert. Der Überlebende James Fitzgerald argumentierte, dass, wenn die Boote eher und vollbesetzt zu Wasser gelassen worden wären, sie in der schweren See keine Chance gehabt hätten. Er kritisierte zudem, dass es nicht genug Plätze in den Booten für alle an Bord gegeben hatte. Der Schildkrötenpanzer, in den 18 der 22 Überlebenden ihre Namen einritzten, ist heute im South Australian Museum in Adelaide ausgestellt.

## Das Wrack
Die Reste der zerbrochenen Eisenhülle der Gothenburg liegen in neun bis 16 m tiefem Wasser 130 km südöstlich von Townsville und 75 km nordöstlich von Ayr. Es liegt auf der westlichen Seite des Old Reef auf der Position 19° 22′ 6″ S, 148° 3′ 21″ O.
Das Wrack steht unter Denkmalschutz und ist als Kulturerbe im Register des Queensland National Estate (Nr. 8923) gelistet. Zudem steht es unter dem Schutz von Abschnitt 7 des Commonwealth Historic Shipwrecks Act von 1976. Das Riff, das das Wrack umgibt, bietet gute Voraussetzungen zum Tauchen und verfügt über einen ausgedehnten Korallengarten, doch Taucher dürfen sich dem Schiff nur noch auf 200 m nähern. Sowohl das Wrack als auch Flora und Fauna dürfen nicht beeinträchtigt werden. Noch heute gibt es in dem Gebiet Haie.